# بحيرة الدب كانيون
بحيرة الدب كانيون هي بحيرة قامت ببنائها أريزونا للعب و ايضاً قسم للإصياد السمك الترفيهي . تتم المحافظة على هذه المرافق من قبل اباتشي الوطنية للغابات من دائرة الغابات في وزارة الزراعة.

## الموقع
تقع بحيرة الدب كانيون ما يقرب من ساعة بالسيارة شمال شرق بايسون، أريزونا. يتم تقييد الوصول اليها في فصل الشتاء عندما يتم إغلاق الطرق بسبب الثلوج، عموما في نوفمبر إلى أواخر أبريل.

## وصلات خارجية
- Arizona Fishing Locations Map
- Arizona Boating Locations Facilities Map
- Video of Bear Canyon Lake